# Rose Gottemoeller
Rose Gottemoeller (née le 24 mars 1953 à Columbus en Ohio) est une diplomate américaine qui est secrétaire générale déléguée de l'OTAN, en lien avec le secrétaire général Jens Stoltenberg. Elle a été auparavant sous-secrétaire d'état pour le contrôle des armes et la sécurité nationale. C'est une experte en sécurité nucléaire, en contrôle des armes, et en non-prolifération nucléaire.

## Biographie
Originaire de l'Ohio, Rose Gottemoeller est diplômée de l'université de Georgetown et de l'université George-Washington et parle couramment le russe. Elle a travaillé trois ans à l'Institut des études stratégiques à Londres. Entre 1993 et 1994 elle a été conseillère au conseil de sécurité national pour les affaires eurasiennes, russes et ukrainiennes. Elle a été sous-secrétaire au département de l'énergie pour la non-prolifération nucléaire, et à ce titre responsable de la coopération avec les Russes en particulier.
Elle a joué le rôle de négociatrice en chef, pour les États-Unis, du nouveau traité Start de réduction des armes stratégiques avec la Russie, traité qui est en vigueur depuis le 5 février 2011.
Elle est depuis octobre 2016 secrétaire générale déléguée de l'OTAN,. C'est la première femme à occuper ce poste. Elle est remplacée en octobre 2019 par le Roumain Mircea Geoană.

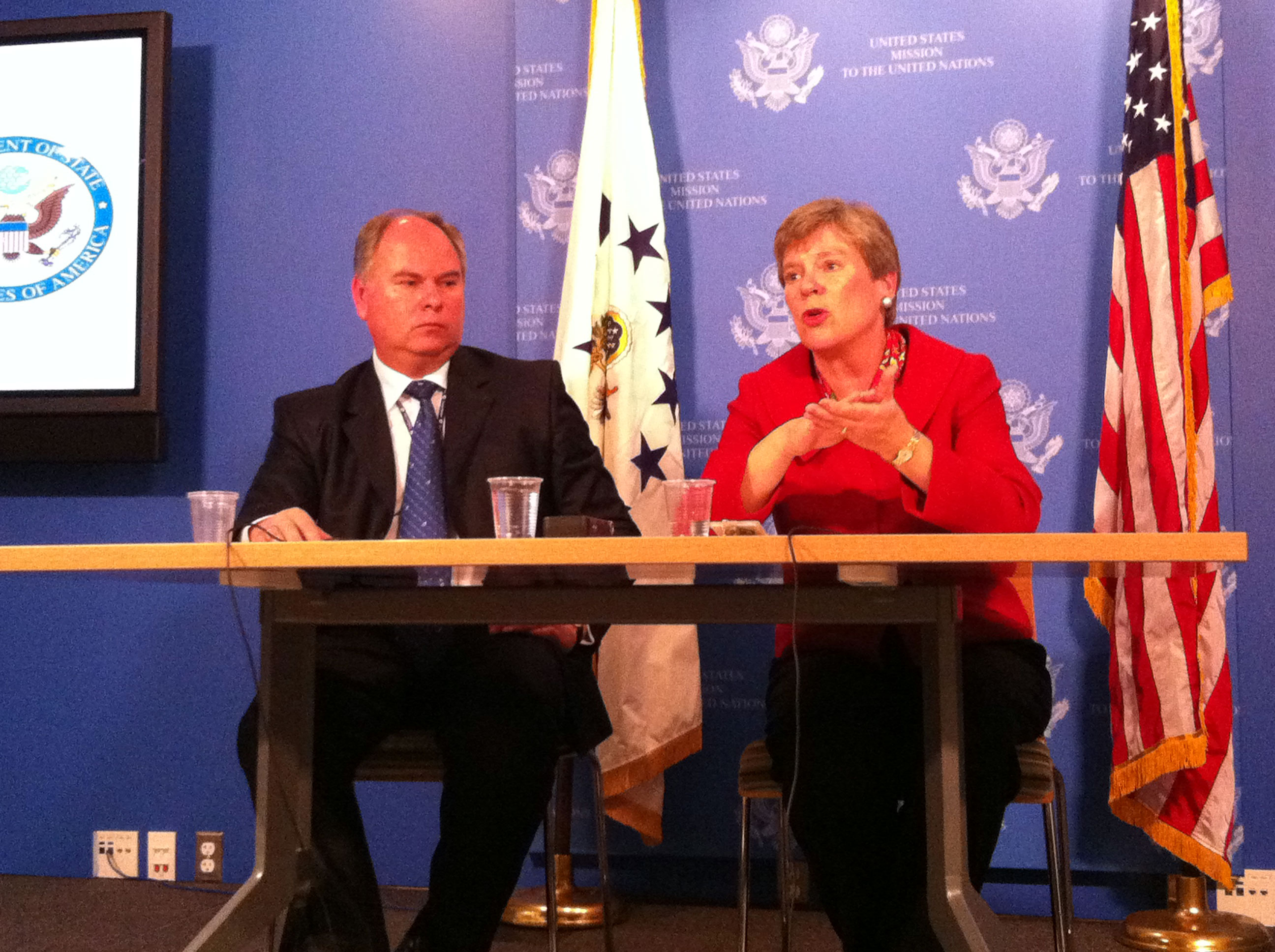
La secrétaire Gottemoeller lors de la négociation du nouveau traité START (2011).